# مباحث أمن الدولة
جهاز مباحث أمن الدولة كان أحد الأجهزة الأمنية في مصر إلى غاية حله في 15 مارس 2011 من طرف وزير الداخلية السابق منصور العيسوي وحل محله جهاز جديد هو الأمن الوطني.

## تاريخ جهاز مباحث أمن الدولة المصري

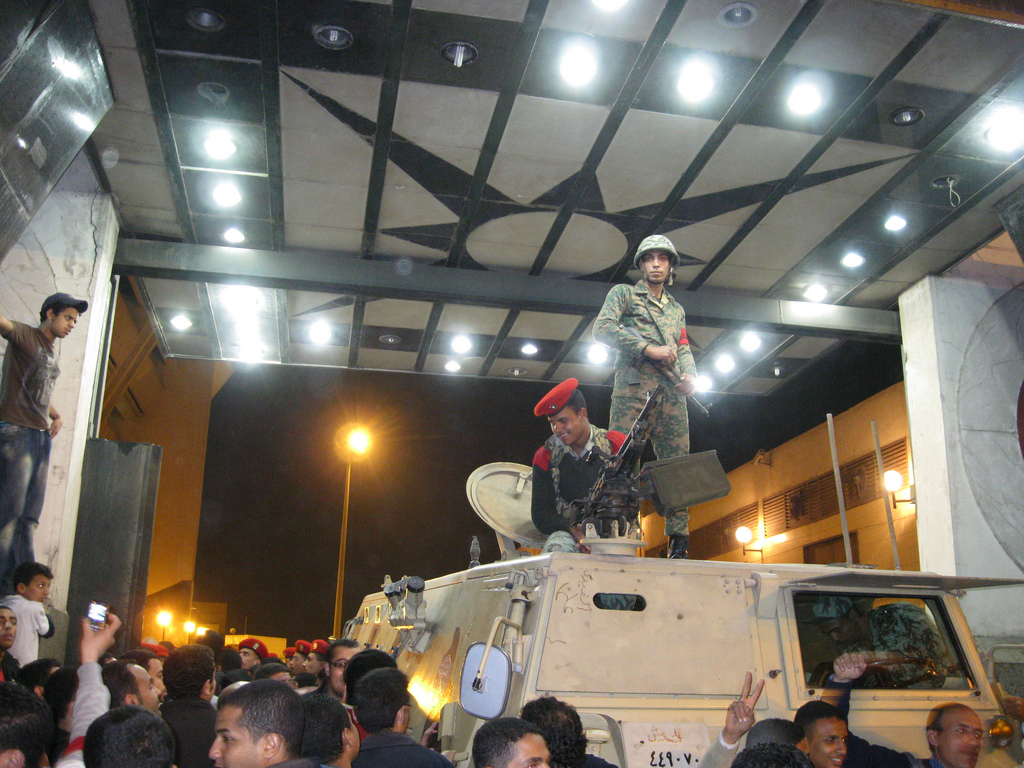
اقتحام مباحث أمن الدولة سنة 2011 عقب ثورة 25 يناير

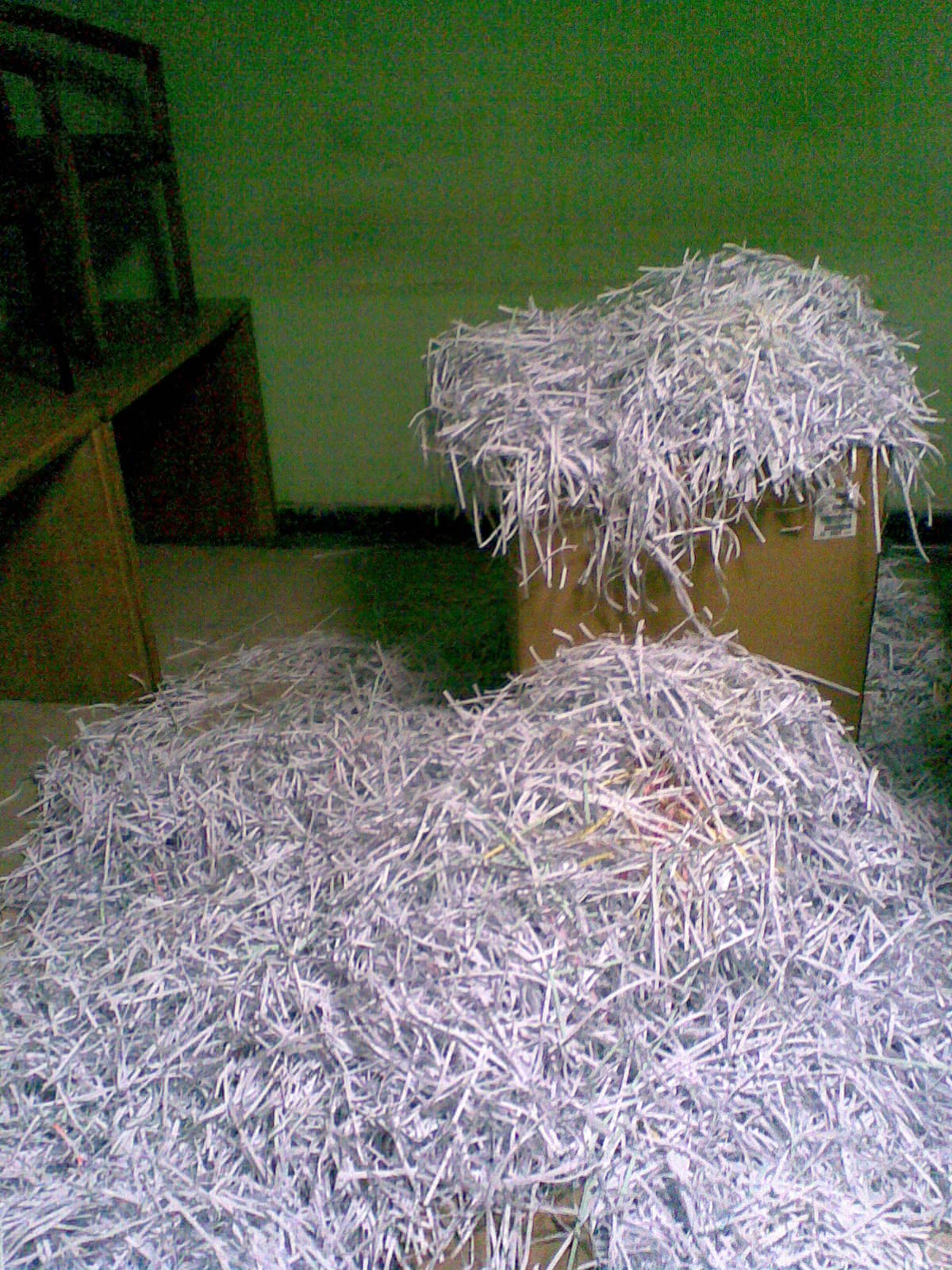
مستندات مفرومة وجدت عند اقتحام أحد مراكز الجهاز سنة 2011

في عام 1913 وفي ظل الاحتلال الإنجليزي لمصر تم إنشاء جهاز للأمن السياسي، لتتبع الوطنيين والقضاء على مقاومتهم للاحتلال، سمي «قسم المخصوص»، ويعد أقدم جهاز من نوعه في الشرق الأوسط. وقد استعان الإنجليز في إنشائه ببعض ضباط البوليس المصري، وتولى ادارته لأول مرة اللواء سليم زكي حكمدار القاهرة، الذي كان مقرباً من المحتل.
وبعد توقيع معاهدة 1936 تشكلت إدارتان للقلم السياسي (أو ما يسمى عرفياً البوليس السياسى في ذلك الوقت) واحدة للقاهرة والأخرى للإسكندرية، بالإضافة إلى 'قسم مخصوص' يتبع السراي مباشرة، ويرأسه قائد البوليس الملكي، ولم يكن لوزارة الداخلية أية ولاية على هذا القسم، حيث كان قائده يتلقى أوامره مباشرة من الملك.
وعلى الرغم من التغيرات الجذرية العميقة التي قامت بها ثورة 23 يوليو في شتى مناحي الحياة المصرية، إلا أنه، وهو الأمر المذهل، ظل كثيراً من آليات عمل القلم المخصوص مستمرة، واعتنقها الجهاز النظير الذي أقامته حكومة الثورة في اب/ أغسطس 1952 تحت اسم 'المباحث العامة'، ثم أعاد أنور السادات بعد انفراده بالحكم تسميته 'بمباحث أمن الدولة'، ثم تغيرت لافتته إلى ' قطاع مباحث أمن الدولة'، وأخيراً سمى 'جهاز مباحث أمن الدولة'.
ظلت وظيفة ومهام رجل أمن الدولة من دون تغيير يذكر في كل العصور واستمرت آليات عمله من دون تغيير يذكر،
وصار تقليداً معتمداً في الدولة المصرية أن قيادات أمن الدولة عندما تنهي عملها بجهاز أمن الدولة تنتقل لتولى مناصب سياسية مهمة كوزراء ومحافظين ورؤساء هيئات ومصالح حكومية.
فقد تولى وزارة الداخلية من أبناء جهاز أمن الدولة اللواء عبد العظيم فهمى، وممدوح سالم (وزيراً للداخلية ثم رئيسا للوزراء) وسيد فهمي، وحسن أبوباشا، وأحمد رشدي، وحبيب العادلي.
اتهم معارضون لنظام مبارك الجهاز بأنه يعمل على قمع ووأد أي تحرك شعبي ضد النظام، ويعمل على إلهاء الشعب المصري عن الحياة السياسية منذ عهد الرئيس السابق محمد حسني مبارك، وكذلك كان من مهامه حماية الشخصيات العامة في مصر من الاغتيالات مع وضع الأولوية لتنفيذ ما سبق دون الاهتمام بحقوق المواطنين المصريين وحرياتهم وخصوصياتهم.
كما أن العاملين في جهاز مباحث أمن الدولة يرشح بعضهم للمناصب الأمنية في مصر كرئاسة وزارة الداخلية بالإضافة إلى أن ضباط مباحث أمن الدولة يتمتعون بمميزات مادية ومعنوية عن غيرهم من ضباط الشرطة.

## التعذيب في أمن الدولة

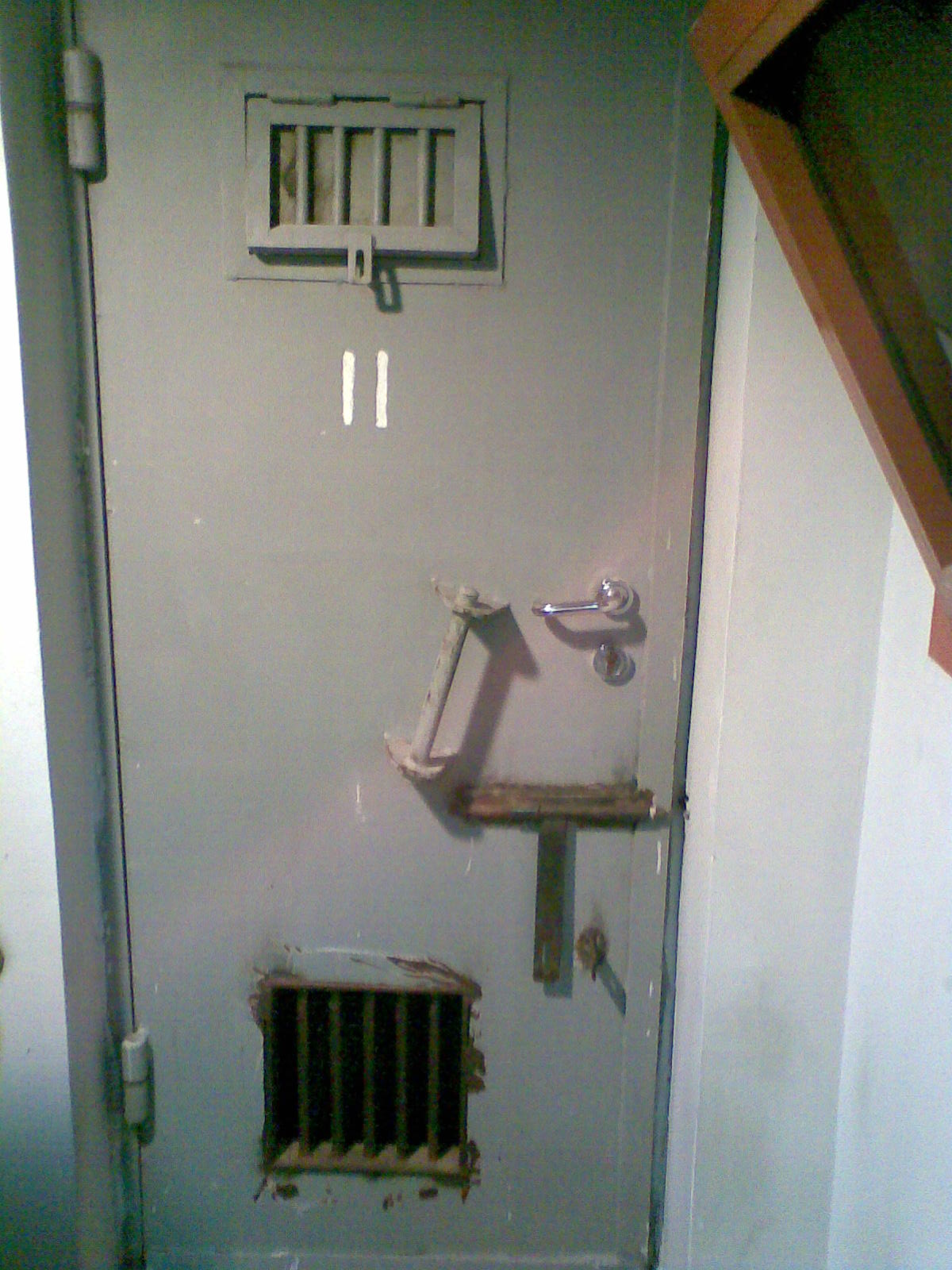
زنزانة تحت الأرض صُوّرت أثناء اقتحام مباحث أمن الدولة سنة 2011

التعذيب أمر منهجي في هذا الجهاز القمعي، وكل مكاتب أمن الدولة بها أماكن وأدوات للتعذيب ولا تخضع لأي تفتيش أو رقابة، وربما يصل التعذيب إلى حد القتل،
قد ذكر المئات من المعتقلين السابقين من قبل جهاز أمن الدولة حدوث تجاوزات شديدة بحقهم، من إهانات وضرب، واعتداءات جنسية وصعق بالكهرباء وإطفاء السجائر في جميع أنحاء الجسد، الضغط على المعتقلين ليعترفوا بأشياء لم يرتكبوها. أكدت هذه الأخبار أن التعذيب يستخدم بشكل أساسي وعلى نطاق واسع كل المعتقلين الخارجين من السجون ومن تحقيقات أمن الدولة مما يجعل من الصعب تكذيبها نظرا للسمعة السيئة التي يتمتع بها الجهاز في مصر.
يذكر ان آخر وأشهر ضحايا جهاز امن الدولة هو المواطن / سيد بلال من الإسكندرية الذي قتل من التعذيب الذي تعرض له وتم تسجيل وجود إصابات وكدمات وحروق وآثار صعق بالكهرباء على أنحاء متفرقة من جثته.
و طالب ثوار 25 يناير بالغاء هذا الجهاز أو إعادة هيكلته ودمجه مع المخابرات العامة المصرية في وزارة واحدة للأمن القومى.
في يوم 4 مارس 2011 تم اقتحام مقر امن الدولة بالإسكندرية بمبنى الفراعنة والعثور على وثائق ومستندات مفرومة ومحروقة.
في يوم 5 مارس 2011 تم اقتحام المقر الرئيسى لمباحث امن الدولة بمدينة نصر والعثور على وثائق ومستندات مفرومة ومحروقة.

## مديرو مباحث أمن الدولة
- اللواء حبيب العادلي (أصبح وزير الداخلية فيما بعد)
- اللواء هاني العزبي (ترك المنصب إثر محاولة اغتيال مبارك في بورسعيد من قبل مسجل جنائي)
- اللواء صلاح سلامة (أصبح محافظا لكفر الشيخ).
- اللواء احمد العادلى.
- اللواء حسن عبد الرحمن.
- اللواء هشام عبد الفتاح محمود غيدة. (منذ فبراير 2011)

## إلغاؤه
في يوم 15 مارس 2011 أصدر وزير الداخلية المصري «منصور عيسوى» قرارا بإلغاء جهاز مباحث أمن الدولة بكافة إداراته وفروعه ومكاتبه في جميع محافظات الجمهورية نزولا عند رغبة القوى الشعبية والسياسية والحزبية ولكنه سمى بعد ذلك بجهاز الأمن الوطني.

## ما بعد أمن الدولة
تم إنشاء جهاز أمني جديد بالوزارة سمي بالأمن الوطني يختص بالحفاظ على الأمن الوطني والتعاون مع أجهزة الدولة المعنية لحماية وسلامة الجبهة الداخلية ومكافحة الإرهاب، وذلك وفقا لأحكام الدستور المصري والقانون المصري ومبادئ حقوق الإنسان وحريته. إلا أن هناك مخاوف لعودة الممارسات القديمة للجهاز خاصة بعد أحداث 30 يونيو 2013 وما أعقبها من اعتقالات واسعة وحالات تعذيب كثيرة.

## اقرأ أيضا
- المخابرات العامة المصرية
- وزارة الداخلية المصرية

## وصلات خارجية
- الموقع الرسمي لوزارة الداخلية